# 松実喜代太

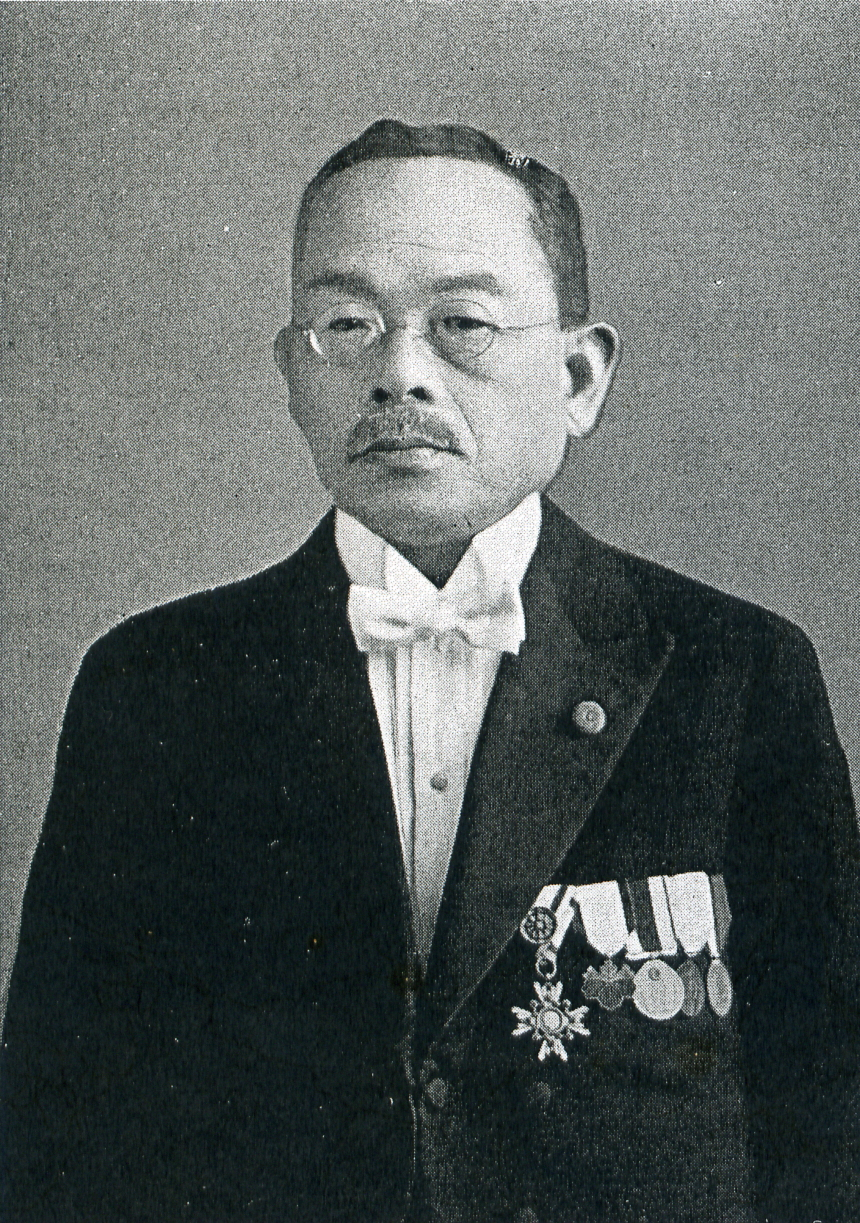
松実喜代太

松実 喜代太（まつみ きよた、1867年1月3日（慶応2年11月28日） - 1953年（昭和28年）5月2日）は、日本の政治家、地主。衆議院議員（当選5回、立憲政友会所属）、新十津川村長。参議院議員橋本聖子の大叔父にあたる。

## 経歴
大和国吉野郡南十津川村（現在の奈良県吉野郡十津川村）出身。奈良県士族・松実漏器の長男。
1884年（明治17年）に上京し、成城学校、慶應義塾で学ぶ。東京時代には三田の下宿で血脇守之助、矢野文雄、藤田茂吉らと政談を闘わせた。1890年（明治23年）に横浜商業学校を卒業した。その前年に十津川大水害があったのをきっかけに、十津川村民とともに北海道樺戸郡に移住し、新十津川村を開いた。
農業、山林業、木材業を営む。1903年（明治33年）には村長に選出され、1907年（明治40年）には北海道会議員に選出された。
1920年（大正9年）、第14回衆議院議員総選挙に出馬し、当選。5回連続当選を果たした。国政では政友会に在籍し、財政通として知られた。
その他、北海タイムス記者や、札幌毎日新聞社社長を務めた。勲三等旭日章受章。

## 人物
宗教は神道。住所は北海道札幌市（現：札幌市中央区）北3条西11丁目、北海道樺戸郡新十津川村（現：新十津川町）。

## 家族・親族
松実家
- 父・漏器（奈良県、北海道士族）[4][7][9]
- 妻・鋭（1885年 - ?、新潟、小田榮吉の長女）[4][5][7]
- 男・成忠（1919年 - ?）[4]
- 二男[4]
- 養子[7][9]